# Sairt

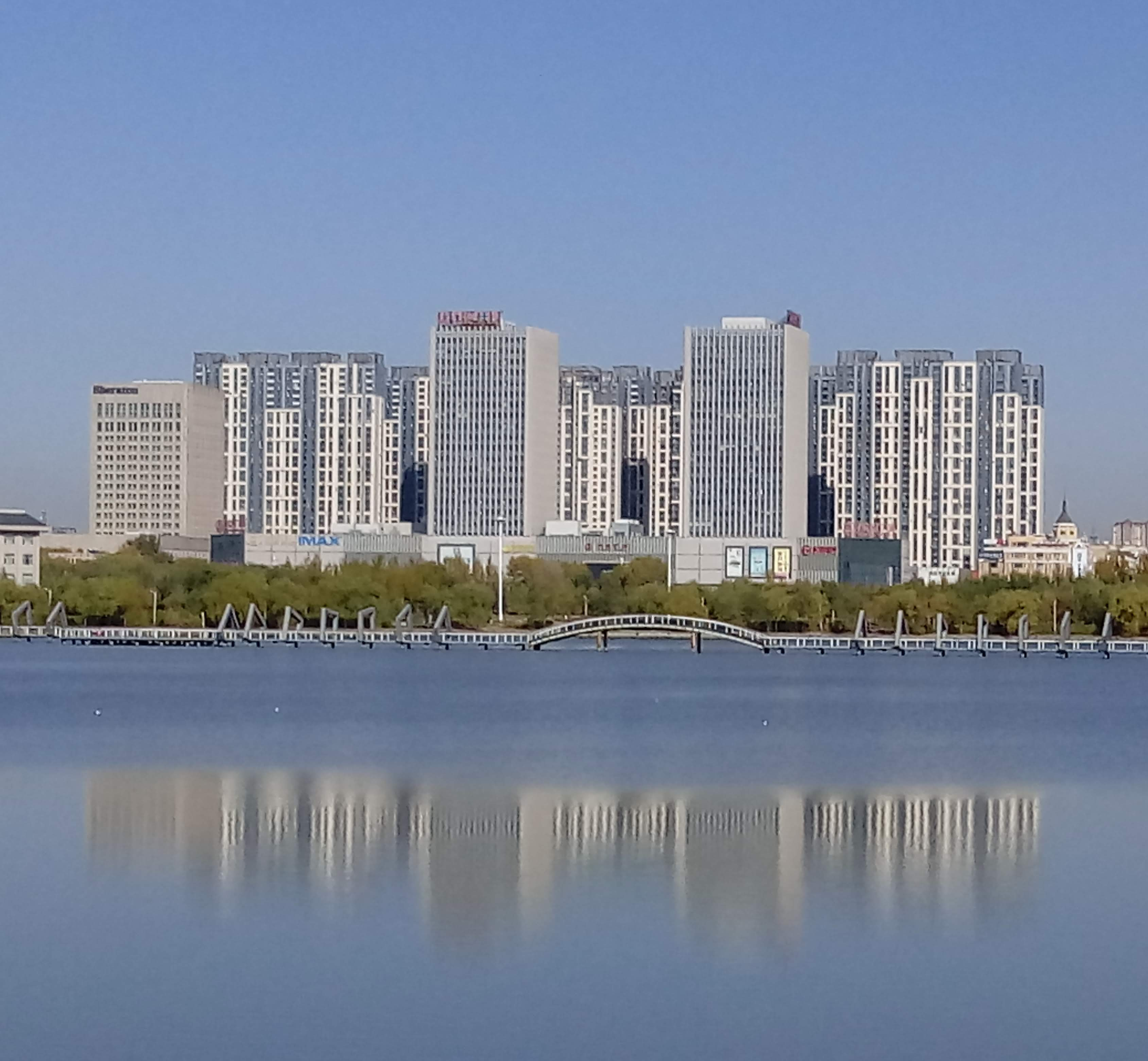
Skyline von Sairt

Sairt (chinesisch 萨尔图区, Pinyin Sà’ěrtú Qū) ist ein Stadtbezirk der bezirksfreien Stadt Daqing in der nordostchinesischen Provinz Heilongjiang. Sairt hat eine Fläche von 494,2 km² und zählt 327.192 Einwohner (Stand: Zensus 2020). Der Stadtbezirk ist „Stadtzentrum“ und Sitz der Stadtregierung von Daqing.

## Administrative Gliederung

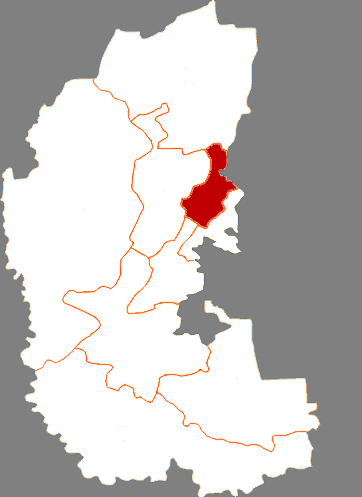
Die Lage des Stadtbezirks Sairt in der Stadt Daqing

Auf Gemeindeebene setzt sich Sairt aus neun Straßenvierteln zusammen. Diese sind:
- Straßenviertel Dong’an (东安街道), Sitz der Regierung des Stadtbezirks;
- Straßenviertel Dongfeng (东风街道);
- Straßenviertel Fuqiang (富强街道);
- Straßenviertel Huizhan (会战街道);
- Straßenviertel Huoju (火炬街道);
- Straßenviertel Sairt (萨尔图街道);
- Straßenviertel Tieren (铁人街道);
- Straßenviertel Yongjun (拥军街道);
- Straßenviertel Youyi (友谊街道).

## Verkehr
Der im Jahr 2009 eröffnete Flughafen Daqing Saertu (IATA: DQA, ICAO: ZYDQ) liegt 15 Kilometer nördlich vom Zentrum des Stadtbezirks.

## Bauwerke
- Im Stadtbezirk Sairt steht der 260 Meter hohe Radio- und Fernsehturm Daqing.
- Mit insgesamt 32.031 Plätzen ist das im Jahr 2012 fertiggestellte Daqing Olympic Park Stadium die größte Sportstätte der Stadt.

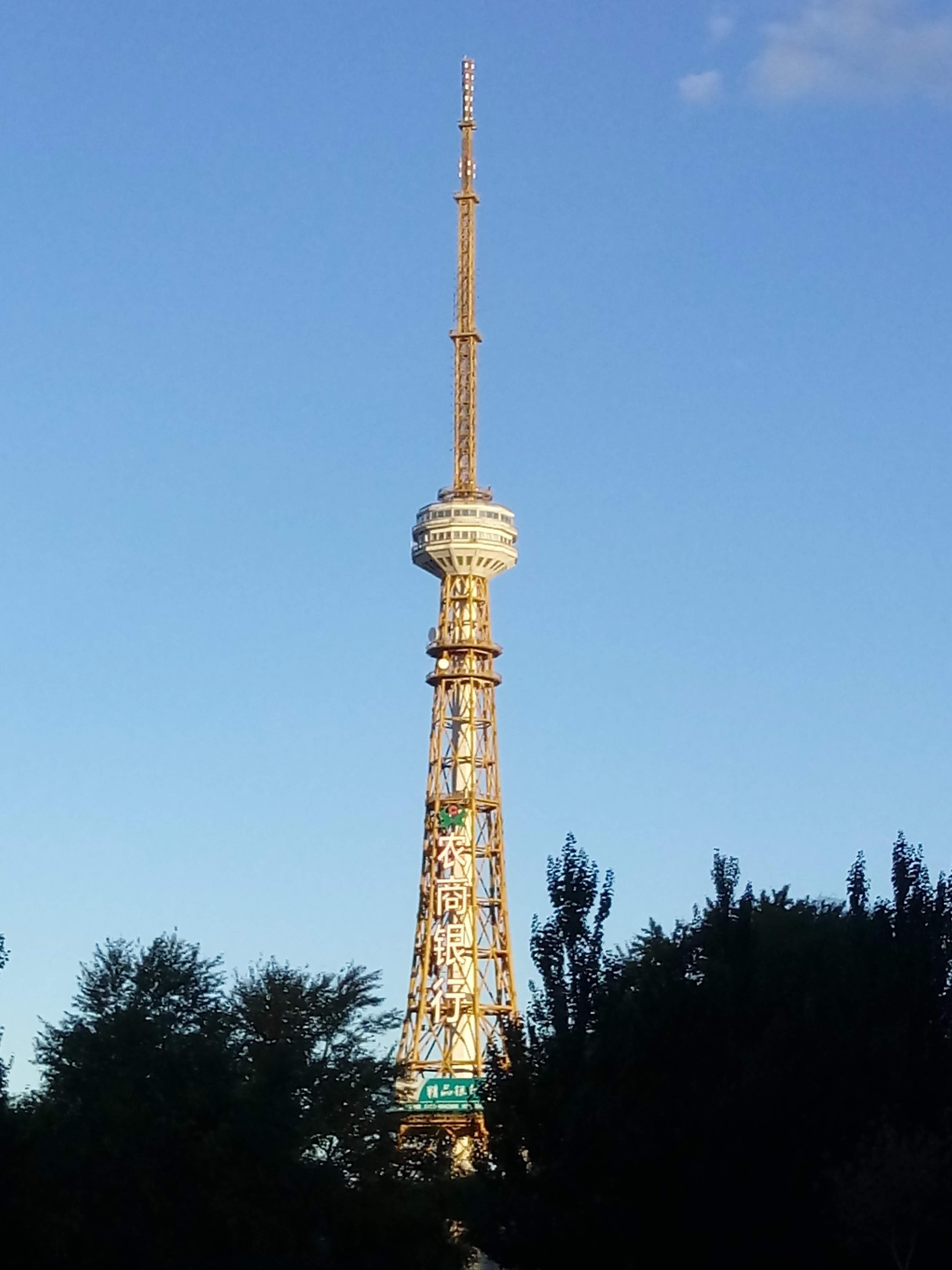
Der Radio- und Fernsehturm Daqing
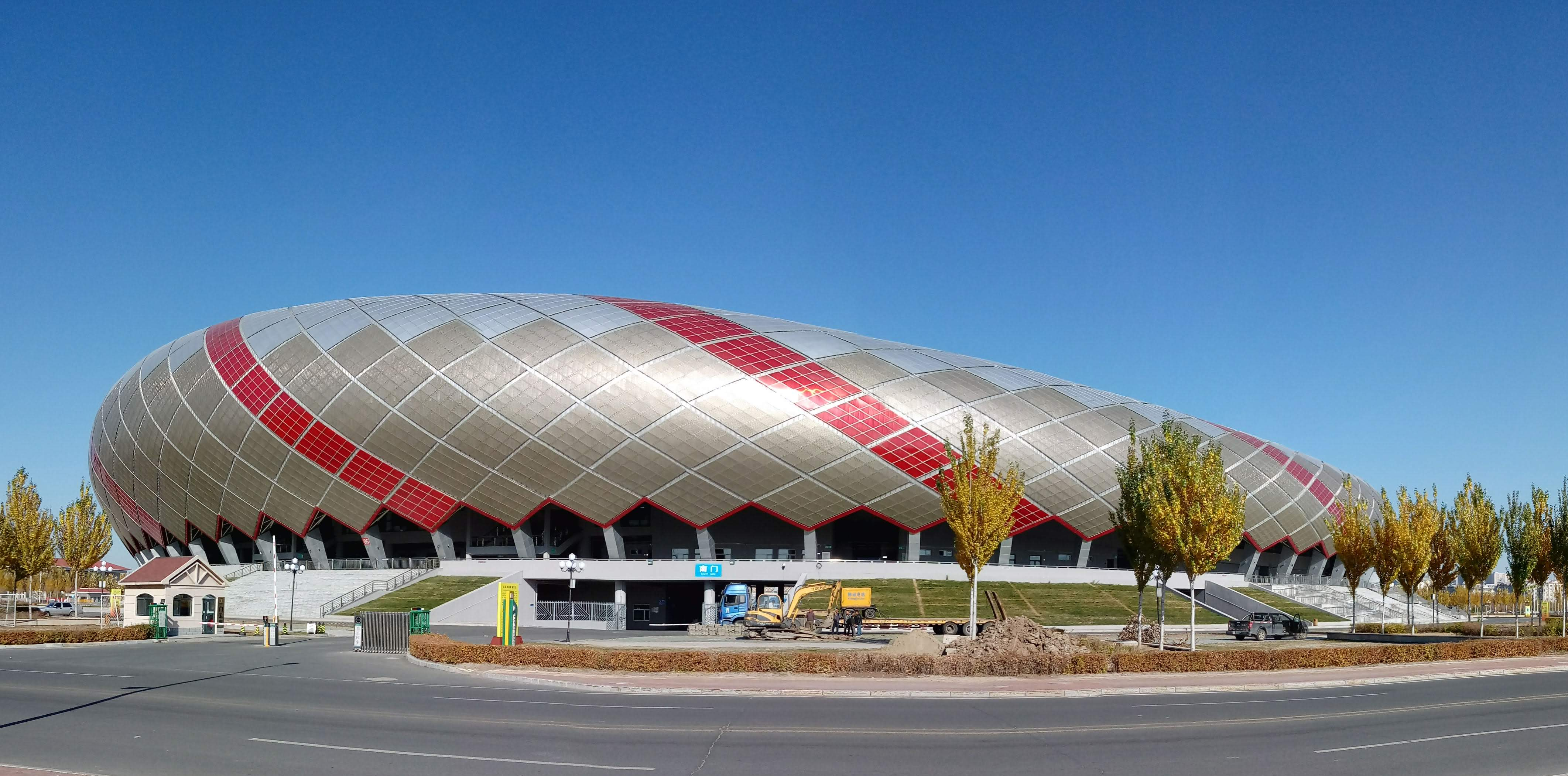
Daqing Olympic Park Stadium